# Онохой (городское поселение)
Городско́е поселе́ние «Посёлок Онохой» (бур. Нохойн hомон) — муниципальное образование в Заиграевском районе Бурятии Российской Федерации.
Административный центр — посёлок Онохой.

## История
Статус и границы городского поселения установлены Законом Республики Бурятия от 31 декабря 2004 года № 985-III «Об установлении границ, образовании и наделении статусом муниципальных образований в Республике Бурятия»
Законом Республики Бурятия от 7 октября 2014 года № 731-V городское поселение «Посёлок Онохой» и сельское поселение «Старо-Онохойское» преобразованы путём объединения во вновь образованное муниципальное образование городское поселение «Посёлок Онохой».

## Население
| 2011    | 2012    | 2013    | 2014    | 2015    | 2016    | 2017    |
| ------- | ------- | ------- | ------- | ------- | ------- | ------- |
| 10 777  | ↘10 769 | ↗10 799 | ↘10 763 | ↗11 763 | ↗11 864 | ↗12 012 |
| 2018    | 2019    | 2020    | 2021    | 2023    | 2024    |         |
| ↘11 939 | ↘11 918 | ↗11 922 | ↘10 402 | ↘10 315 | ↘10 244 |         |

## Состав городского поселения
| № | Населённый пункт | Тип населённого пункта          | Население |
| - | ---------------- | ------------------------------- | --------- |
| 1 | Онохой           | посёлок, административный центр | ↘9176     |
| 2 | Онохой-Шибирь    | улус                            | ↘105      |
| 3 | Старый Онохой    | село                            | ↘862      |
| 4 | Тодогто          | село                            | ↘1068     |

## Местное самоуправление
Главы муниципального образования
- с 25 января 2015 года — Сорокин Евгений Александрович[16]